# Belaturricula
Belaturricula là một chi ốc biển, là động vật thân mềm chân bụng sống ở biển trong họ Borsoniidae.

## Các loài
Các loài thuộc chi Belaturricula bao gồm:
- Belaturricula antarctica Dell, 1990[2]
- Belaturricula dissimilis (Watson, 1886)[3]
- Belaturricula ergata (Hedley, 1916)[4]
- Belaturricula gaini (Lamy, 1910)[5]
- Belaturricula turrita (Strebel, 1908)[6]